# Locre Hospice Cemetery
Locre Hospice Cemetery is een Britse militaire begraafplaats met gesneuvelden uit de Eerste- en Tweede Wereldoorlog, gelegen in het Belgische dorp Loker, een deelgemeente van Heuvelland. De begraafplaats ligt aan de Godtschalckstraat, 700 m ten zuidoosten van het dorpscentrum. De begraafplaats werd ontworpen door William Cowlishaw en wordt onderhouden door de Commonwealth War Graves Commission. Het terrein is 850 m² groot en is omgeven door en natuurstenen muur. De begraafplaats is bereikbaar via een 50 m lang graspad. Er liggen 260 doden begraven (waaronder 14 uit de Tweede Wereldoorlog).

## Geschiedenis
Loker bleef tot aan het Duits lenteoffensief in handen van de geallieerden. Het dorp werd door de Duitsers veroverd op 25 april 1918. De volgende dag werd het door de Fransen heroverd. De 29ste werd het opnieuw veroverd door de Duitsers en de 30ste april opnieuw door de Fransen. Na zware gevechten kwam het uiteindelijk tijdens de eerste week van juli definitief in handen van de geallieerden.
De begraafplaats werd tussen juni 1917 en april 1918 door medische posten en gevechtseenheden gebruikt. In de tuin van het St. Antoniusgesticht (later iets dichter bij het dorp herbouwd en Huize Godtschalck genoemd), die als medische post werd gebruikt, waren ook vier slachtoffers begraven die na de wapenstilstand naar hier werden overgebracht. 
Er liggen nu 246 militairen uit de Eerste Wereldoorlog begraven. Hiervan zijn er 240 Britten (waaronder 11 niet geïdentificeerde), 2 Australiërs (waaronder 1 niet geïdenfificeerde), 1 Canadees, 1 Nieuw-Zeelander en 2 Duitsers.
Tien slachtoffers worden herdacht met Special Memorials omdat hun graf door artillerievuur werd vernietigd en niet meer gelokaliseerd kon worden. 
Er liggen ook 14 Britten begraven die sneuvelden in mei 1940 tijdens de terugtrekking van het Britse Expeditieleger naar Duinkerke.
De begraafplaats werd in 2009 als monument beschermd.
Op het kerkhof van Loker liggen nog eens 215 slachtoffers uit de Eerste Wereldoorlog begraven.

## Graven
- Iets ten westen van de begraafplaats ligt het graf van majoor William Redmond onder een Iers kruis. Hij was een vurig verdediger van de Ierse onafhankelijkheid.
- soldaat William Keddle diende onder het alias William White bij het Middlesex Regiment.

### Onderscheiden militairen
- Ronald Campbell Maclachlan, brigade-generaal bij de General Staff werd onderscheiden met de Distinguished Service Order (DSO). Richard Chester Chester-Master, luitenant-kolonel bij het King's Royal Rifle Corps ontving deze onderscheiding tweemaal (DSO and Bar).
- Osborn Barlow, kapitein bij het South Staffordshire Regiment werd onderscheiden met het Military Cross (MC).
- Fred Potter, onderluitenant bij het East Lancashire Regiment werd onderscheiden met de Distinguished Conduct Medal (DCM).
- onderluitenant A.C. Mousley, sergeant-majoor R. Suckling, de sergeanten H. Makinson en H. Taylorson, korporaal F. Oakley en soldaat R. Sharples ontvingen de Military Medal (MM).

### Gefusilleerde militairen
- Denis Jetson Blakemore, soldaat bij het North Staffordshire Regiment werd wegens desertie gefusilleerd op 9 juli 1917. Hij was 28 jaar.
- William Jones, soldaat bij de Royal Welsh Fusiliers werd wegens desertie gefusilleerd op 25 oktober 1917.[4]